# Kozani (regional enhed)
Kozani (græsk: Περιφερειακή Ενότητα Κοζάνης, Perifereiakí Enótita Kozánis) er en regional enhed i Grækenland. Den er en del af periferien Vestmakedonien, i den geografiske region Makedonien. Dens hovedstad er byen Kozani.

## Geografi
Kozani grænser op til de regionale enheder Kastoria mod vest og nordvest, Florina mod nord, Pella mod nordøst, Imathia og Pieria mod øst, Larissa (en del af Thessalien) mod sydøst og Grevena mod syd.
De vigtigste bjergkæder er Askio i nordvest, Voio i vest, Vermio i nordøst og Pierian-bjergene i sydøst. Floden Haliacmon løber gennem den sydlige del og gennem det store reservoir Polyfytossøen. der udvindes brunkul i nord omkring Ptolemaida .

## Administration
Den regionale enhed Kozani er opdelt i 5 kommuner. Disse er (numre som på kortet i infoboksen):
- Eordaia (2)
- Kozani (1)
- Servia (4)
- Velventos (5)
- Voio (3)

### Præfektur
Kozani blev oprettet som et præfektur (græsk: Νομός Κοζάνης) i 1915. Som en del af Kallikratis-regeringsreformen i 2011 blev den regionale enhed Kozani oprettet ud af det tidligere præfektur som havde samme udstrækning som den nuværende regionale enhed. Samtidig blev kommunerne omorganiseret. Kommunen Servia-Velventos blev opdelt i kommunerne Servia og Velventos i 2019.
| Ny kommune | Gamle kommuner       | Sæde       |
| ---------- | -------------------- | ---------- |
| Eordaia    | Ptolemaida           | Ptolemaida |
| Eordaia    | Agia Paraskevi       | Ptolemaida |
| Eordaia    | Vermio               | Ptolemaida |
| Eordaia    | Vlasti               | Ptolemaida |
| Eordaia    | Mouriki              | Ptolemaida |
| Kozani     | Kozani               | Kozani     |
| Kozani     | Aiani                | Kozani     |
| Kozani     | Dimitrios Ypsilantis | Kozani     |
| Kozani     | Elimeia              | Kozani     |
| Kozani     | Ellispontos          | Kozani     |
| Servia     | Servia               | Servia     |
| Servia     | Kamvounia            | Servia     |
| Servia     | Livadero             | Servia     |
| Velventos  | Velventos            | Velventos  |
| Voio       | Siatista             | Siatista   |
| Voio       | Askio                | Siatista   |
| Voio       | Neapoli              | Siatista   |
| Voio       | Pentalofos           | Siatista   |
| Voio       | Tsotyli              | Siatista   |

## Historie

### Tidlige år
Området var en del af flere kongeriger i Øvre Makedonien, herunder det gamle Eordaia og Elimiotis, og det var senere en del af riget Makedonien. Efter den tredje makedonske krig blev det styret af Romerriget. Det blev senere en del af det byzantinske imperium efter bruddet tilVestromerske rige og Det Byzantinske Rige. Fra det 14. århundrede blev det styret af Det Osmanniske Rige indtil Balkankrigene i 1913. Kozani-præfekturet blev oprettet i 1915 og omfattede også de nuværende regionale enheder Florina, Grevena og Kastoria.

### Nyere tid
Flygtninge fra Lilleasien og Pontus under den græsk-tyrkiske krig fra 1919 til 1922 bragte flygtninge til området. Efter Anden Verdenskrig og den græske borgerkrig åbnede Kozani sin lufthavn og senere sit hospital.

## Økonomi
Kozani har været et velstående område i løbet af sin historie. Dets købmænd er kendt for at have domineret handelen på Balkanhalvøen og udvidet deres handelsaktiviteter mod nord og langs Donau. I dag er Kozani er stadig blandt de mest velstående områder i den græske provins, men af en anden grund, dens rige minedrift og afledt industri. Kozani producerer brunkul, som er hovedkilden til den elektriske energi der produceres i Grækenland, kvælstof, som forarbejdes til gødning, og chrom. Der var også en asbestmine, der forblev i drift indtil midten af 1990'erne, som nu er indstillet. I den regionale enhed Kozani er der også den kunstige sø og dæmningen Polyfytosdæmningen , som yderligere bidrager til elproduktionen i Grækenland. Regionens enorme industrielle fremskridt på kort tid har rejst bekymringer blandt miljøforkæmpere.